# Liste kantonaler Volksabstimmungen des Kantons Obwalden
Die Liste kantonaler Volksabstimmungen des Kantons Obwalden zeigt die Volksabstimmungen des Kantons Obwalden. Für die Jahre 1994 bis 2024 ist die Liste vollständig.

## Abstimmungen
Kantonale Abstimmungen, die während einer Landsgemeinde behandelt wurden, sind entsprechend vermerkt.

### Ab 2020
| Datum      | Titel der Vorlage                                                     | Resultat   |
| ---------- | --------------------------------------------------------------------- | ---------- |
| 24.11.2024 | Nachtrag zum Schätzungs- und Grundpfandgesetz                         |            |
| 12.03.2023 | Volksbegehren «für einen wirksamen Klimaschutz (Klimainitiative)»     | Abgelehnt  |
| 25.09.2022 | Objektkredit für die Sanierung und Erweiterung der Psychiatrie Sarnen | Angenommen |
| 28.11.2021 | Nachtrag zum Gesundheitsgesetz                                        | Angenommen |

### 2010–2019
| Datum      | Titel der Vorlage | Resultat   |
| ---------- | --- | ---------- |
| 22.09.2019 | Nachtrag zum Steuergesetz                                                                                                  | Angenommen |
| 19.05.2019 | Nachtrag zum Finanzhaushaltgesetz vom 17. Dezember 2018                                                                    | Angenommen |
| 23.09.2018 | Gesetz über die Umsetzung von Massnahmen der Finanzstrategie 2027+                                                         | Abgelehnt  |
| 26.11.2017 | Nachtrag zur Kantonsverfassung (Bürgerrecht)                                                                               | Angenommen |
| 21.05.2017 | Nachtrag zum Nachtrag zum Gesetz über die Entlöhnung und Entschädigung von Behörden und Kommissionen vom 3. September 1999 | Abgelehnt  |
| 21.05.2017 | Nachtrag zum Bildungsgesetz                                                                                                | Abgelehnt  |
| 27.11.2016 | Nachtrag zum Steuergesetz (Aufhebung der Erbschafts- und Schenkungssteuer)                                                 | Angenommen |
| 27.11.2016 | Nachtrag zum Gesetz über die Strassenverkehrssteuern                                                                       | Abgelehnt  |
| 25.09.2016 | Nachtrag zum Einführungsgesetz zum Krankenversicherungsgesetz                                                              | Abgelehnt  |
| 28.09.2014 | Gesetz über die Planung, den Bau und die Finanzierung des Projekts Hochwassersicherheit Sarneraatal vom 16. April 2014     | Angenommen |
| 03.03.2013 | Kauf militärischer Liegenschaften; betraf vor allem den Flugplatz Kägiswil                                                 | Abgelehnt  |
| 03.03.2013 | Volksbegehren Jugendparlament sowie Gegenvorschlag                                                                         | Abgelehnt  |
| 11.03.2012 | Umbau und Ersatz Bettentrakt des Kantonsspitals                                                                            | Angenommen |
| 11.03.2012 | Nachtrag zum Steuergesetz                                                                                                  | Angenommen |
| 23.10.2011 | Nachtrag zum Steuergesetz                                                                                                  | Angenommen |
| 26.09.2010 | Nachtrag Kantonsverfassung (Justizreform)                                                                                  | Angenommen |
| 26.09.2010 | Volksbegehren Stollenvariante und Gegenvorschlag                                                                           | Angenommen |

### 2000–2009
| Datum      | Titel der Vorlage                                                               | Resultat   |
| ---------- | ------------------------------------------------------------------------------- | ---------- |
| 29.11.2009 | Zonen mit hoher Wohnqualität sowie von Arbeitsgebieten von kantonalem Interesse | Abgelehnt  |
| 08.02.2009 | Überregionale Kultureinrichtungen                                               | Abgelehnt  |
| 08.02.2009 | Vaterschaftsurlaub                                                              | Abgelehnt  |
| 24.02.2008 | Behördengesetz                                                                  | Abgelehnt  |
| 16.12.2007 | Volksbegehren der «Aktion pro Kantonsspital Obwalden»                           | Abgelehnt  |
| 16.12.2007 | Nachtrag zum Steuergesetz («Flat Rate Tax» ab 2008)                             | Angenommen |
| 16.12.2007 | Kantonsverfassung - Ergänzung der Unvereinbarkeitsregelung                      | Angenommen |
| 25.11.2007 | Hochwassersicherheit im Sarneraatal                                             | Angenommen |
| 21.05.2006 | Neuregelung Obwaldner Kantonalbank                                              | Angenommen |
| 21.05.2006 | Bildungsgesetz                                                                  | Angenommen |
| 21.05.2006 | Nachtrag zum Bürgerrechtsgesetz                                                 | Angenommen |
| 11.12.2005 | Steuergesetzrevision                                                            | Angenommen |
| 28.11.2004 | Nachtrag zur Kantonsverfassung (Neuregelung des Elektrizitätswerks Obwalden)    | Angenommen |
| 16.05.2004 | Bildungsgesetz                                                                  | Abgelehnt  |
| 19.10.2003 | Energiewirtschafts- und Stromversorgungsgesetz                                  | Abgelehnt  |
| 02.06.2002 | Einführungsgesetz zum AHV-Gesetz                                                | Angenommen |
| 02.12.2001 | Gesetz über die Aufgabenteilung (Finanzpaket)                                   | Angenommen |
| 02.12.2001 | Gesetz über den Wasserbau und die Wassernutzung                                 | Angenommen |
| 02.12.2001 | Nachtrag zur KV, Verkleinerung des Regierungsrats                               | Angenommen |
| 02.12.2001 | Nachtrag zur KV, Aufhebung Amtszeitbeschränkung                                 | Angenommen |
| 10.06.2001 | Verfassungsinitiative «Reduktion des Regierungsrates von 7 auf 5»               | Angenommen |
| 10.06.2001 | Gesetz über die Schiffssteuer                                                   | Angenommen |
| 26.11.2000 | Teilrevision des Steuergesetzes                                                 | Angenommen |

### 1994–1999
| Datum                      | Titel der Vorlage                                                                            | Resultat   |
| -------------------------- | -------------------------------------------------------------------------------------------- | ---------- |
| 24.10.1999                 | Nachtrag zum Steuergesetz                                                                    | Angenommen |
| 29.11.1998                 | Ersetzung Landsgemeinde durch Urnendemokratie                                                | Angenommen |
| 29.11.1998                 | Aufhebung Gesetz betr. staatliche Förderung Rindviehversicherung                             | Angenommen |
| 07.06.1998                 | Nachtrag zum Gesetz über das Elektrizitätswerk Obwalden                                      | Angenommen |
| 26.04.1998 (Landsgemeinde) | Erhöhung Motorfahrzeugsteuern                                                                | Angenommen |
| 26.04.1998                 | Nachtrag zur Spitalverordnung                                                                | Abgelehnt  |
| 26.04.1998                 | Kantonsbeitrag an Integralprojekt Westliche Sarnerseewildbäche                               | Angenommen |
| 15.03.1998                 | Nachtrag zum Abstimmungsgesetz                                                               | Angenommen |
| 23.11.1997                 | Fischereigesetz                                                                              | Angenommen |
| 08.06.1997                 | Behörden- und Verwaltungsorganisation                                                        | Angenommen |
| 08.06.1997                 | Staatsverwaltungsgesetz                                                                      | Angenommen |
| 08.06.1997                 | Gastgewerbegesetz                                                                            | Angenommen |
| 08.06.1997                 | Tourismusgesetz                                                                              | Angenommen |
| 27.04.1997 (Landsgemeinde) | Initiative zur Revision des Wasserbaugesetzes                                                | Abgelehnt  |
| 27.04.1997                 | Kantonsbeitrag Integralprojekt Sanierung Geberhang, Alpnach                                  | Angenommen |
| 27.04.1997                 | Kantonsbeitrag an Sofortmassnahmen der Verbauung Steinibach und Gerisbach, Sarnen und Giswil | Angenommen |
| 27.04.1997                 | Kantonsbeitrag Waldbauprojekt Sachseln                                                       | Angenommen |
| 27.04.1997                 | Kantonsbeitrag Waldbauprojekt Engelberg-Süd                                                  | Angenommen |
| 27.04.1997                 | Kantonsbeitrag Integralprojekt Rufibach, Kerns                                               | Angenommen |
| 22.09.1996                 | Nachtrag zur Kantonsverfassung (Gerichtsorganisation)                                        | Angenommen |
| 22.09.1996                 | Gesetz über die Gerichtsorganisation                                                         | Angenommen |
| 09.06.1996                 | Nachtrag Kantonsverfassung: Gesamterneuerungswahl der Gemeinderäte                           | Angenommen |
| 09.06.1996                 | Aufhebung Gesetz über den Beitrag von Kanton und Gemeinden an Krankenkassen                  | Angenommen |
| 28.04.1996 (Landsgemeinde) | Kredit Umbau von Wyl-Haus                                                                    | Angenommen |
| 28.04.1996                 | Rahmenkredit Kantonsstrassenbauprogramm 1996–2000                                            | Angenommen |
| 25.06.1995                 | Nachtrag zum Abstimmungsgesetz                                                               | Angenommen |
| 25.06.1995                 | Gesetz über den Neubau der Steilrampe der LSE-Bahn                                           | Angenommen |
| 30.04.1995 (Landsgemeinde) | Beitritt zur Vereinbarung betreffend Besuch und die Leistung von Beiträgen an die HWV        | Angenommen |
| 30.04.1995                 | Kredit Rechenzentrum                                                                         | Angenommen |
| 30.04.1995                 | Kredit Lawinenverbauung und Aufforstung Matthorn, Alpnach                                    | Angenommen |
| 30.10.1994                 | Steuergesetz                                                                                 | Angenommen |
| 12.06.1994                 | Baugesetz                                                                                    | Angenommen |
| 24.04.1994 (Landsgemeinde) | Nachtrag zur Gebührenordnung der Staatsverwaltung                                            | Angenommen |
| 24.04.1994                 | Kantonsbeitrag an geschützte Kulturobjekte 1995–1998                                         | Angenommen |
| 24.04.1994                 | Darlehen und Kantonsbeitrag für Beschaffungen und Erneuerungen der LSE-Bahn                  | Angenommen |
| 20.02.1994                 | Markt- und Gewerbegesetz                                                                     | Angenommen |

### Vor 1994
| Datum      | Titel der Vorlage                                                                              | Resultat   |
| ---------- | ---------------------------------------------------------------------------------------------- | ---------- |
| 10.05.1942 | Gegen Ämterkumulation und für Amtsdauerbeschränkung («Gegen Ämtlibeigerei und Sesselkleberei») | Angenommen |